# 27619 Ethanmessier
27619 Ethanmessier è un asteroide della fascia principale. Scoperto nel 2001, presenta un'orbita caratterizzata da un semiasse maggiore pari a 2,4377022 au e da un'eccentricità di 0,1972629, inclinata di 5,15075° rispetto all'eclittica.
L'asteroide è dedicato allo studente statunitense Ethan Wyatt Messier.